# Protoporfirinogen oksidaza
Protoporfirinogen oksidaza (EC 1.3.3.4, protoporfirinogenska IX oksidaza, protoporfirinogenaza, PPO, Protox, HemG, HemY) je enzim sa sistematskim imenom protoporfirinogen-IX:kiseonik oksidoreduktaza. Ovaj enzim katalizuje sledeću hemijsku reakciju
protoporfirinogen IX + 3 O2 {\displaystyle \rightleftharpoons } protoporfirin IX + 32O2
Ovaj enzim je najmanje zastupljen u biosintezi hlorofila i hema. Postoje dva izoenzima kod biljki: jedan u plastidima i drugi u mitohondrijama. On je meta ftalimidnog i difenileterskog tipa herbicida.

## Literatura
- Nicholas C. Price; Lewis Stevens (1999). Fundamentals of Enzymology: The Cell and Molecular Biology of Catalytic Proteins (Third изд.). USA: Oxford University Press. ISBN 019850229X.
- Eric J. Toone (2006). Advances in Enzymology and Related Areas of Molecular Biology, Protein Evolution (Volume 75 изд.). Wiley-Interscience. ISBN 0471205036.
- Branden C; Tooze J. Introduction to Protein Structure. New York, NY: Garland Publishing. ISBN 0-8153-2305-0.
- Irwin H. Segel. Enzyme Kinetics: Behavior and Analysis of Rapid Equilibrium and Steady-State Enzyme Systems (Book 44 изд.). Wiley Classics Library. ISBN 0471303097.

## Spoljašnje veze
- Protoporphyrinogen+oxidase на 